# Batería San Nicolás
La batería San Nicolás o fuerte San Nicolás fue un fuerte del siglo XVIII de época de la Florida española situado en Jacksonville, Florida, EE. UU.

## Historia
La batería San Nicolás se remonta a un fuerte anterior a 1763, el inicio de la etapa británica de Florida (1763-1784) como defensa de la retaguardia de San Agustín a lo largo del camino real de Georgia. Tras la victoria española en las campañas de Florida de Bernardo de Gálvez durante la guerra de Independencia de EE. UU., se emprendieron trabajos de mejora de la construcción, que servía para el control del vado del río Saint Johns. Este paso se consideraba estratégico para contener la amenaza de una invasión estadounidense o de los pueblos indígenas rebeldes aliados de estos.
Las incursiones militares estadounidenses de la primera guerra Seminola que precedieron al tratado de Adams Onís supusieron el abandono de la batería en 1818. El expolio y el uso como recinto para el ganado supusieron su eventual desaparición.

## Descripción
La batería se encontraba en el actual barrio de San Marco, donde actualmente se encuentra el centro educativo Bishop Kenny High School. Existe un marcador histórico en Atlantic Boulevard en las inmediaciones de la avenida Kingman. 